# Whiskey Ring

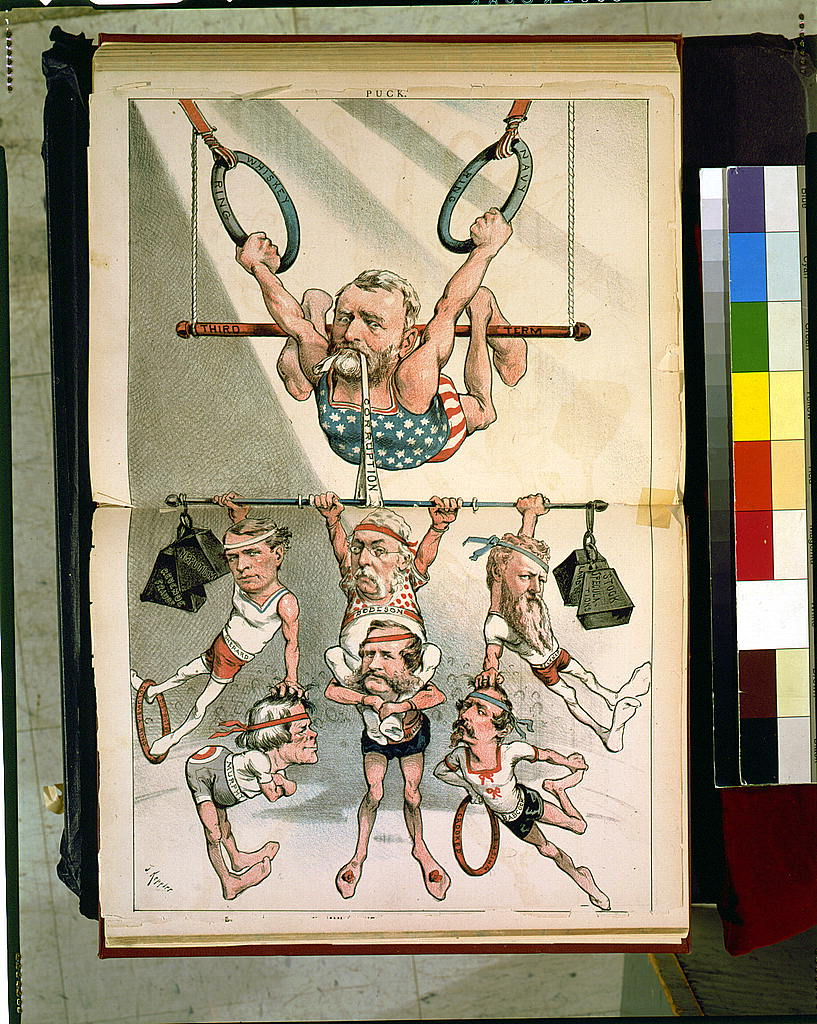
Zeitgenössische Karikatur, die Ulysses S. Grant zeigt, der sich an „Whiskey Ring“ und „Navy Ring“ festhält.

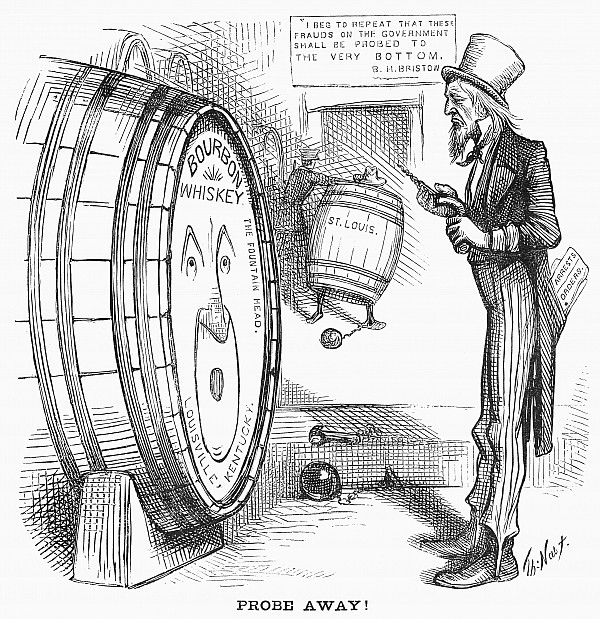
Zeitgenössische Karikatur zum Whiskey Ring

Whiskey Ring bezeichnete eine Gruppe von Männern, die in den Vereinigten Staaten des 19. Jahrhunderts mehrere Millionen Dollar aus der Branntweinsteuer in die eigenen Taschen schoben. Der Ring setzte sich aus dem unmittelbaren Umfeld des Präsidenten Ulysses S. Grant zusammen und war nur einer von mehreren Skandalen, die seine Amtszeit prägten. Der Ring begann seine Aktivitäten 1871, aufgedeckt und aufgelöst wurde der Ring im Jahr 1875.
Figuren waren Grants Privatsekretär Orville E. Babcock und der Leiter der regionalen Finanzverwaltung in St. Louis, John A. McDonald. Der Whiskey-Ring begann 1871 seine Aktivitäten in St. Louis, war aber auch in Chicago, Milwaukee, Cincinnati, New Orleans und Peoria organisiert.
Die illegalen Aktivitäten basierten auf einer weitläufigen Bestechung von Steuereintreibern und Kaufleuten. Die Branntweinsteuer musste von den Destillerien in Abhängigkeit von der Menge des produzierten Alkohols entrichtet werden. Finanzbeamte, die für den Whiskey Ring aktiv waren, schätzten die Alkoholmenge deutlich zu niedrig und ließen sich einen Teil der Steuerdifferenz bar auszahlen. Dabei erzählten sie, dass dies für einen höheren Zweck geschähe – die gesammelten Dollar würden gesammelt, um damit Grants nächsten Wahlkampf zu unterstützen. Sollte ein ehrlicher Finanzbeamter den Betrieb aufsuchen, wurden die Inhaber vorgewarnt, sich dieses Mal an die Regeln zu halten, um keinen Verdacht zu erregen.
Finanzminister Benjamin H. Bristow löste den Ring 1875 auf. Gerüchte über das Geschäft machten bereits mehrere Jahre die Runde und eine von Bristows ersten Amtshandlungen war es, den Kongress davon zu überzeugen, Geld für eine Untersuchung dieser Gerüchte bereitzustellen. Bristow beauftragte den Journalisten Myron Colony, den Gerüchten nachzugehen, und dieser sammelte genug Informationen, um John A. McDonald in St. Louis seine Tätigkeiten nachzuweisen. John A. McDonald wiederum versuchte tätige Reue zu zeigen, indem er einen Tausch vorschlug, das Geld zu ersetzen im Ausgleich für eine Nachzahlung der unterschlagenen Steuern und belastete gleichzeitig Grant und dessen Umfeld. Grant selber stellte sich in dieser Situation gegen den Ring, machte deutlich, dass er eine Strafverfolgung unterstützt und innerhalb eines Monats wurden 300 Brenner und Regierungsangestellte festgenommen.
Als sich allerdings auch die Beweise gegen Grants Privatsekretär Orville F. Babcock verdichteten, wechselte Grant wieder den Kurs, weigerte sich den Beweisen zu glauben und sprach auch McDonald öffentlich wieder vom Verdacht frei, da er ja mit dem charakterlich untadeligen Babcock befreundet sei. Auch belastende Telegramme, die McDonald, Babcock und den Whiskey Ring verbanden, zweifelte Grant an, einige davon wurden – angeblich von einem von Grant beauftragten Mann – gestohlen.
Babcock wurde trotzdem 1876 angeklagt, aufgrund einer Aussage des Präsidenten aber freigesprochen. Grant sorgte auch dafür, dass Babcock wieder auf seinen alten Posten zurückkam, von wo aus ihn die interne Verwaltung aber bereits nach wenigen Tagen zur Überwachung von Leuchttürmen versetzte. McDonald wurde zu 5.000 US-Dollar Strafe und drei Jahren Haft verurteilt. In der Gerichtsverhandlung im Oktober 1875 wurden in Jefferson City (Montana) 110 Verurteilungen gesprochen und über 3 Millionen Dollar Steuergelder wiedererlangt.
Grants Bemühungen um Babcock und McDonald erzeugten zahlreiche Gerüchte, dass entweder er selbst oder sein Sohn Fred und sein Bruder Orivile Teile des Rings waren. McDonald selbst sagte in einem später geschriebenen Buch zur eigenen Entlastung, dass er immer davon ausging, dass die Anweisungen direkt von Grant kamen.